# غازانيا كربسيانية
غازانيا كربسيانية (الاسم العلمي: Gazania krebsiana) هي نوع نباتي يتبع جنس الغازانيا من الفصيلة النجمية.  